# Георги Иванов Ноев
 Тази статия е за предприемача.  За добруджанския революционер вижте Георги Ноев.  
Георги Иванов Ноев е варненски предприемач, дългогодишен помощник-кмет на Варна от Народната партия.

## Биография
Роден през 1860 година в Дервент, Старозагорско. Посреща Освобождението на България като търговски служител на Янко Славчев във Варна. Започва самостоятелна търговия и предприемачество, а на 13 януари 1889 закупува 500 кв.м. жилищен парцел между Казармата и Новата Maxaлa в града. Добива популярност между гражданството и през 1891 г. е избран за помощник-кмет в общината на мястото на Иван Мънзов. Длъжностите му са по поддържането чистотата и осветлението на града, в отношенията между господари и слуги и да участва в правителствени търгове и ревизии на земеделската и обществената каса. През 1900 г. Георги Ноев е крупен собственик на недвижими имоти във Варна.
По време на Първата световна война през 1917 год. активно замества кмета на Варна Станчо Савов в отсътствието му. Взема дейно участие в благотворителни дружества. Участва в Дружеството на кинолюбителите и събира членския внос, като се среща с членовете на дружеството във вегетарианската гостилница на Варна. Участва активно в реорганизирането на Демократическия сговор във Варна. Живее на улица „Войнишка“.
Умира на 24 февруари 1938 г. и е погребан във Варна.